# Eleünt
Eleünt (grec Ἐλαιοûς Elaious o Ἐλεοûς Eleous, llatí Elaeus) fou una ciutat, la més al sud del Quersonès traci, a l'Hel·lespont, al nord del promontori de Mastúsia (Mastusium). Va ser colònia de Teos (ciutat de Jònia). Tenia una tomba, un temple i una cova sagrada de l'heroi Protesilau. El temple, a la vora del mar, era objecte de veneració i pelegrinatge. La ciutat era al sud-est del cap Mastusia. Amb un port bastant ampli, Eleünt, va passar a mans de l'Imperi Aquemènida a finals del segle vi aC. Era considerat un lloc important de refugi en cas de conflicte.
El 481 aC., una part de la flota de Xerxes I s'hi va refugiar. El 480 aC el noble persa Artaictes governador de Sestos,va saquejar i profanar la tomba de Protesilau, i per això els atenencs, dirigits per Xàntip, van conquerir Sestos, van apressar al governador i el van crucificar. Eleünt sempre es va situar al costat de la coalició grega i va passar a ser controlada des d'Atenes quan es va capturar Sestos.
El 411 aC, la vigília de la batalla de Cinossema, els atenencs dirigits per Tràsil es van poder escapar amb les seves naus de Sestos cap a Eleünt. Quan va sortir el sol, el navarc espartà Míndar, les va veure, les va perseguir i en va capturar quatre, de les quals, una havia embarrancat davant del santuari de Protesilau, i una altra va ser abandonada incendiada vora l'illa d'Imbros. A la flota de Míndar s'hi van afegir uns altres 19 trirrems que venien de la ciutat d'Abidos de Mísia i van assetiar Eleünt, però Eleünt no va capitular i les naus van marxar cap a Abidos. Llavors va arribar a la ciutat una flota dels atenencs de 180 trirrems que es van assabentar que Lisandre s'havia apoderat de Lampsacos. La flota atenenca hi va estar ancorada poc abans del desastre d'Egospòtam (405 a.C.).
El 200 aC es va sotmetre a Filip V de Macedònia i el 190 aC, durant la Guerra Romano-Síria, van negociar un acord amb Roma. Més tard, va passar a domini romà amb la resta de Macedònia.
Durant la guerra civil que va mantenirConstantí el Gran contra Licini (323), el primer va entrar amb la flota a Eleünt mentre la de Licini es va parar a la tomba d'Àiax el Gran a la Troade. Més tard la ciutat i el port van ser fortificats per Justinià I.